# Xyloperthodes nitidipennis
Xyloperthodes nitidipennis is een keversoort uit de familie boorkevers (Bostrichidae). De wetenschappelijke naam van de soort is voor het eerst geldig gepubliceerd in 1867 door Murray.